# سفر در خانه
سفر در خانه یک مجموعه تلویزیونی در ژانر طنز و خانوادگی به کارگردانی بهمن گودرزی و نویسندگی علیرضا مسعودی است و برای اولین بار درسال ۱۳۹۶ از شبکه نسیم به روی آنتن رفته‌است.

## خلاصه داستان
سریال «سفر در خانه»، روایتگر شخصی به نام «آقا کریم» است. او که بعد از ۳۵ سال کار در کارخانه بازنشسته شده و جایزه سفر به مشهد را از آن خود می‌کند و به همراه خانواده راهی آنجا می‌شود؛ اما در این راه اتفاقاتی برای او و خانواده‌اش رخ می‌دهد و ….

## بازیگران
| بازیگر          | نقش      |
| --------------- | -------- |
| حسن پورشیرازی   | آقا کریم |
| نسرین مقانلو    | زیور     |
| امیر نوری       | بهزاد    |
| علیرضا مسعودی   | اکبر     |
| سوسن پرور       | زهره     |
| خشایار راد      |          |
| شهرزاد کمال‌زاده | پریسا    |